# Fabio Gstrein
Fabio Gstrein (ur. 14 czerwca 1997 w Sölden) – austriacki narciarz alpejski, trzykrotny medalista mistrzostw świata juniorów.

## Kariera
Po raz pierwszy na arenie międzynarodowej się 25 listopada 2013 roku w Geilo, gdzie w zawodach juniorskich zajął 48. miejsce w slalomie. Na olimpijskim festiwalu młodzieży Europy w Malbun w 2015 roku zdobył drużynowo złoty medal. W 2016 roku wystartował na mistrzostwach świata juniorów w Soczi, gdzie zajął siódme miejsce w gigancie i jedenaste w slalomie. Podczas rozgrywanych rok później mistrzostw świata juniorów w Åre zdobył srebrny medal w rywalizacji drużynowej. Następnie zdobył srebrny medal w gigancie i brązowy drużynowo na mistrzostwach świata juniorów w Davos w 2018 roku.
W zawodach Pucharu Świata zadebiutował 21 stycznia 2018 roku w Kitzbühel, gdzie nie zakwalifikował się do drugiego przejazdu w slalomie. Pierwsze pucharowe punkty wywalczył 5 stycznia 2020 roku w Zagrzebiu, zajmując 17. miejsce w tej samej konkurencji. Pierwszy raz na podium zawodów PŚ stanął 29 stycznia 2025 roku w Schladming, kończąc rywalizację w slalomie na trzeciej pozycji. Wyprzedzili go jedynie Norweg Timon Haugan i kolejny Austriak, Manuel Feller. 
Wystartował na mistrzostwach świata w Cortina d’Ampezzo w 2021 roku, gdzie zajął szóste miejsce w gigancie równoległym i piąte drużynowo.

## Osiągnięcia

### Mistrzostwa świata
| Miejsce | Dzień     | Rok  | Miejscowość        | Konkurencja          | Czas biegu | Strata | Zwycięzca            |
| ------- | --------- | ---- | ------------------ | -------------------- | ---------- | ------ | -------------------- |
| 6.      | 16 lutego | 2021 | Cortina d’Ampezzo  | Gigant równoległy    | –          | –      | Mathieu Faivre       |
| 5.      | 17 lutego | 2021 | Cortina d’Ampezzo  | Zawody drużynowe     | -          | -      | Norwegia             |
| 16.     | 19 lutego | 2023 | Courchevel/Méribel | Slalom               | 1:39,50    | +1,29  | Henrik Kristoffersen |
| 5.      | 12 lutego | 2025 | Saalbach           | Kombinacja drużynowa | 2:42,38    | +0,80  | Szwajcaria 1         |
| 11.     | 16 lutego | 2025 | Saalbach           | Slalom               | 1:54,02    | +1,89  | Loïc Meillard        |

### Mistrzostwa świata juniorów
| Miejsce | Dzień    | Rok  | Miejscowość | Konkurencja     | Czas biegu | Strata | Zwycięzca      |
| ------- | -------- | ---- | ----------- | --------------- | ---------- | ------ | -------------- |
| DNF1    | 1 marca  | 2016 | Soczi       | Superkombinacja | 1:56,16    | -      | Štefan Hadalin |
| 7.      | 3 marca  | 2016 | Soczi       | Gigant          | 2:14,32    | +3,05  | Marco Odermatt |
| 11.     | 5 marca  | 2016 | Soczi       | Slalom          | 1:36,84    | +3,74  | Istok Rodeš    |
| 25.     | 13 marca | 2017 | Åre         | Gigant          | 2:25,23    | +4,23  | Loïc Meillard  |
| DNF2    | 14 marca | 2017 | Åre         | Slalom          | 1:37,64    | -      | Adrian Pertl   |
| 2.      | 12 marca | 2017 | Åre         | Drużynowo       | ?          | -      | Kanada         |
| 3.      | 3 lutego | 2018 | Davos       | Drużynowo       | -          | -      | Szwajcaria     |
| 2.      | 6 lutego | 2018 | Davos       | Gigant          | 1:39,47    | +0,97  | Marco Odermatt |
| 4.      | 7 lutego | 2018 | Davos       | Slalom          | 1:45,31    | +3,32  | Clément Noël   |

### Puchar Świata

#### Miejsca w klasyfikacji generalnej
- sezon 2019/2020: 60.
- sezon 2020/2021: 49.
- sezon 2021/2022: 70.
- sezon 2022/2023: 43.
- sezon 2023/2024: 44.
- sezon 2024/2025: 20.

#### Miejsca na podium w zawodach
1. Schladming – 29 stycznia 2025 (slalom) – 3. miejsce
2. Sun Valley – 27 marca 2025 (slalom) – 3. miejsce